# Ditassa ciliata
Ditassa ciliata là một loài thực vật có hoa trong họ La bố ma. Loài này được (Moldenke) Morillo mô tả khoa học đầu tiên năm 1989.